# Gracixalus quangi
Gracixalus quangi — вид жаб родини веслоногих (Rhacophoridae).

## Поширення
Ендемік В'єтнаму. Поширений в провінції Нгеан у горах Пу Хоат на висоті 600—1200 м над рівнем моря.

## Опис
Тіло завдовжки 25 мм. Спина зеленкувата, черево жовте. На боках і ногах є чорні плями.